# 彰雲嘉大學校院聯盟
彰雲嘉大學校院聯盟是由彰雲嘉地區各大學校院為提昇彰雲嘉地區高等教育的水準，促進各校實質合作交流，於2002年10月8日通過聯盟會議，正式籌組聯盟，創始成員學校有16所。近期彰雲嘉大專校院聯盟協議有 7所學校：
吳鳳科技大學、南華大學、國立嘉義大學、國立中正大學、國立虎尾科技大學、國立雲林科技大學、國立彰化師範大學。

## 聯盟成員
- 吳鳳科技大學
- 南華大學
- 國立嘉義大學
- 國立中正大學
- 國立虎尾科技大學
- 國立雲林科技大學
- 國立彰化師範大學